# آلمائو (بازیکن فوتبال، زاده ۱۹۶۱)
آلمائو (به پرتغالی: José Carlos Tofolo Jr.) بازیکن فوتبال در پست مهاجم اهل برزیل است که در شهر Valinhos و در تاریخ ۲۲ نوامبر ۱۹۶۱ به دنیا آمده‌است.

## باشگاهی
آلمائو در تیم‌های فوتبال بوتافوگو، اتلتیکو مادرید، ناپولی، آتالانتا و سائو پائولو سابقهٔ حضور دارد.